# Il girasole: una casa vicino a Verona
Il girasole: una casa vicino a Verona ist ein Schweizer Dokumentarfilm von Regisseur Christoph Schaub aus dem Jahr 1995.

## Handlung
Das Zentrum des Dokumentarfilms ist eine silbrige Villa auf einem rötlichen Stein inmitten eines Parks. Im Norden der Poebene steht die Villa „Casa Girasole“, die sich 360 Grad um ihre eigene Achse zu drehen vermag. Der Film wirft den Blick auf die Technik und widmet sich dem späten italienischen Futurismus. Das Haus würde von Angelo Invernizzi, einem Genueser Ingenieur in den 1930er Jahren erbaut und ist noch heute mit der Einrichtung im ursprünglichen Zustand.

## Kritiken
„Schaubs Film vereint zwei Dinge: einen kühnen Zukunftsraum aus der Vergangenheit und einen nostalgischen Rückblick auf den Futurismus.“

„Christoph Schaub zeigt uns mit Il Girasole auch Bilder aus Italien. Es geht hier um ein architektonisches Kuriosum. Um ein Haus, von einem utopisch denkenden Architekten (…). Nur 17 Minuten braucht Schaub, um uns dieses Gesamtkunstwerk vorzuführen: ein kleines Meisterwerk, das Haus wie der Film.“

„Der Kurzfilm Il Girasole – una casa vicino a Verona ist eine glaubwürdige Hommage an das aussergewöhnliche Haus und seinen Erbauer und vermittelt architektonische und geschichtliche Einzelheiten als Bestandteil der künstlerischen Aufbruchstimmung der dreissiger Jahre.“